# مقاطعة واوباكا (ويسكونسن)
مقاطعة واوباكا (بالإنجليزية: Waupaca County, Wisconsin)‏ هي إحدى مقاطعات ولاية ويسكونسن في الولايات المتحدة. ، وتبلغ مساحتها 765 ميل مربع (1,980 كـم2)، بلغ عدد سكانها 52410 نسمة في عام 2010 حسب إحصاء مكتب تعداد الولايات المتحدة .

## وصلات خارجية
- الموقع الرسمي
- United States Counties